# Juan Giha
Juan Giha (n. 23 aprilie 1955, Santiago de Chile, Chile) este un trăgător de tir ce a reprezentat Peru, medaliat olimpic. A participat la 6 ediții ale Jocurilor Olimpice (1980, 1984, 1988, 1992, 1996, 2000) în care a câștigat o medalie de argint.